# Шпайерский собор

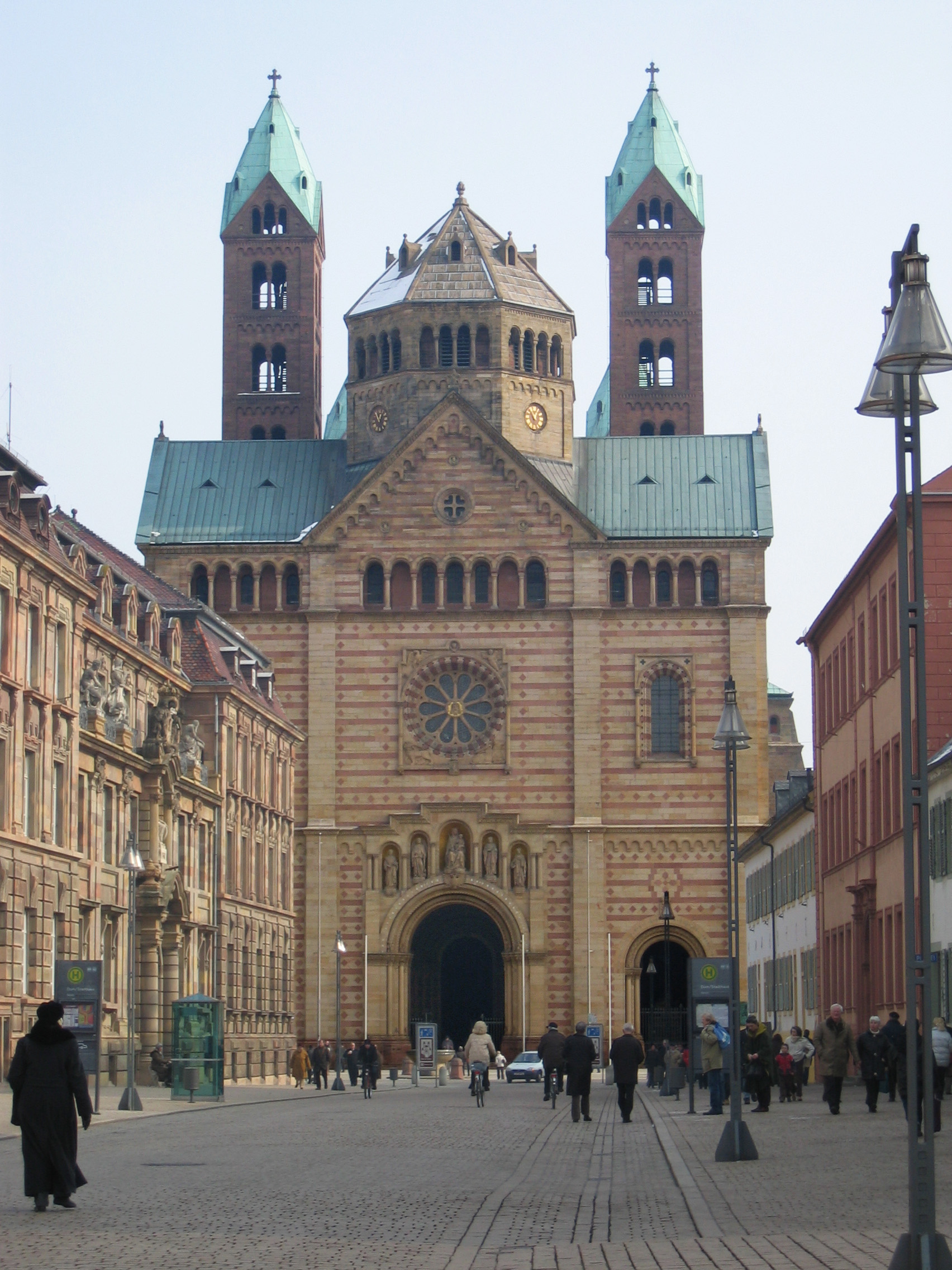
Кафедральный собор в городе Шпайер. Западный портал

Шпайерский собор (нем. Speyerer Dom, полное название: нем. Kaiser- und Mariendom zu Speyer) — большой имперский собор в городе Шпайер в Германии (земля Рейнланд-Пфальц). Самая крупная по размерам сохранившаяся церковь в романском стиле, с 1981 года — объект всемирного культурного наследия ЮНЕСКО.

## История
Построен в 1030—1061 годах императорами Священной Римской империи. Строение было начато кайзером Конрадом II, затем продолжено его сыном Генрихом III и закончено внуком Генрихом IV, при котором состоялось освящение собора. В то время в Шпайере жило около 500 человек, но Шпайерский собор был одним из крупнейших зданий мира. Это имело, в частности, политическое значение, так как его размер символизировал мощь кайзера.
В течение тысячи лет собор неоднократно реставрировался и дополнялся, менял свой внешний вид. Самая большая катастрофа в истории собора имела место в 1689 году, когда солдаты французского короля Людовика XIV разрушили его, оставив почти только стены, и осквернили находящиеся в соборе захоронения. В 1772—1784 годах собор был реставрирован и дополнен вестибюлем и фасадом, однако вскоре снова захвачен и осквернён французами. В 1846—1853 годах состоялась полная реставрация и украшение собора величественными фресками на средства баварского короля Людвига I. Кардинальная реконструкция собора была проведена в в 1854—1858 годах по проекту архитектора Генриха Хюбша.
В соборе установлен орган, с которым связана деятельность видных немецких органистов — Людвига Дёрра и Лео Кремера.

Этапы строительства и реконструкций
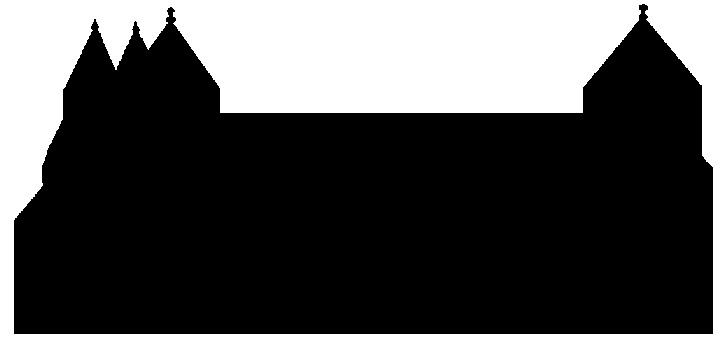
1061
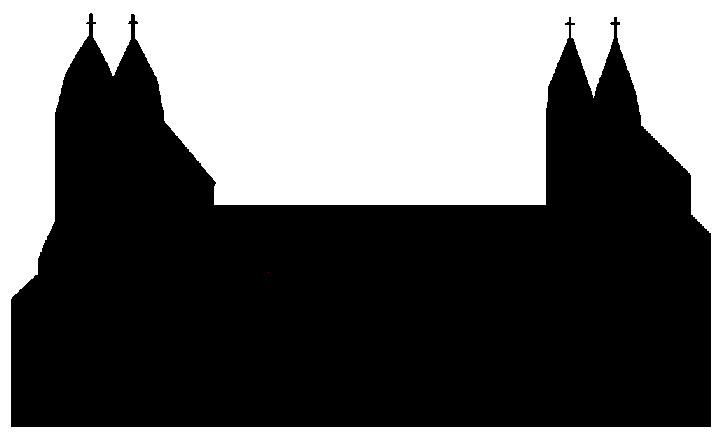
1106
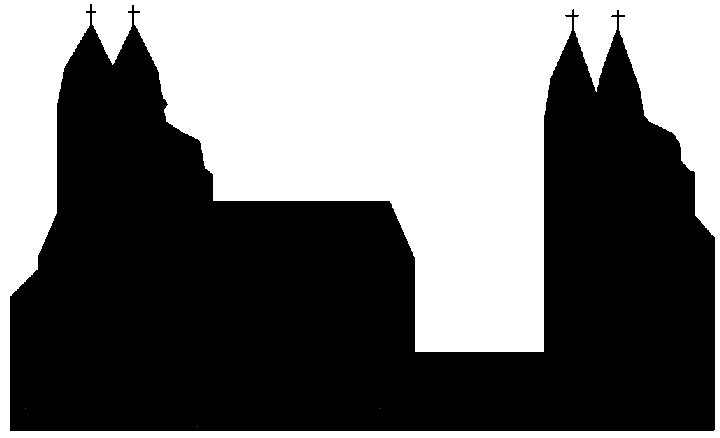
1689
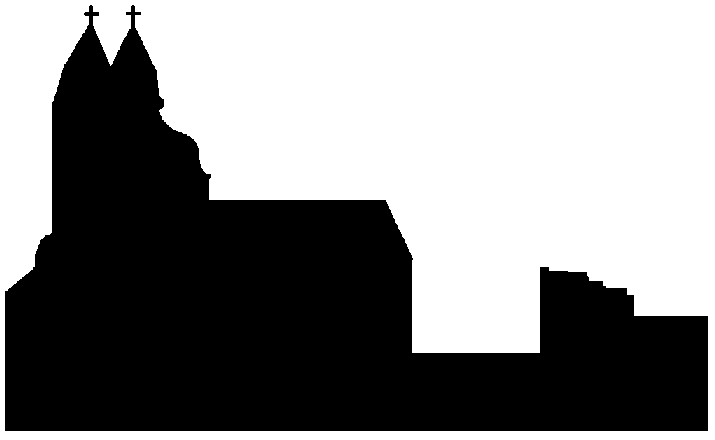
1756
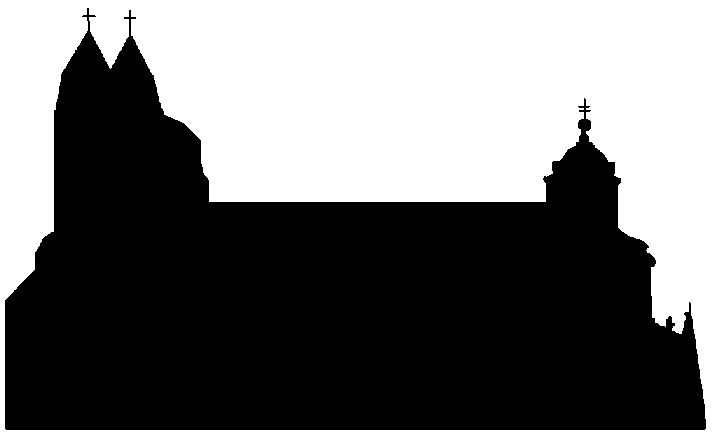
1778
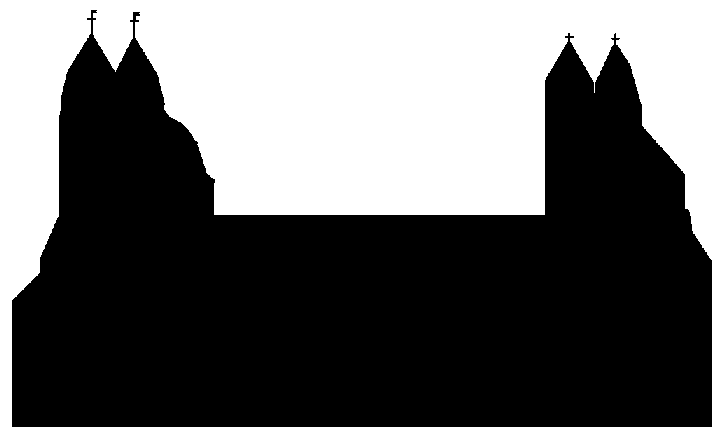
1853

## Размеры
- Общая длина: 134 м
- Высота среднего нефа: 33 м
- Ширина нефа (включая два боковых нефа): 37,62 м
- Ширина центрального нефа: 14 м
- Высота восточных башен: 71,20 м
- Высота западных башен: 65,60 м

## Крипта

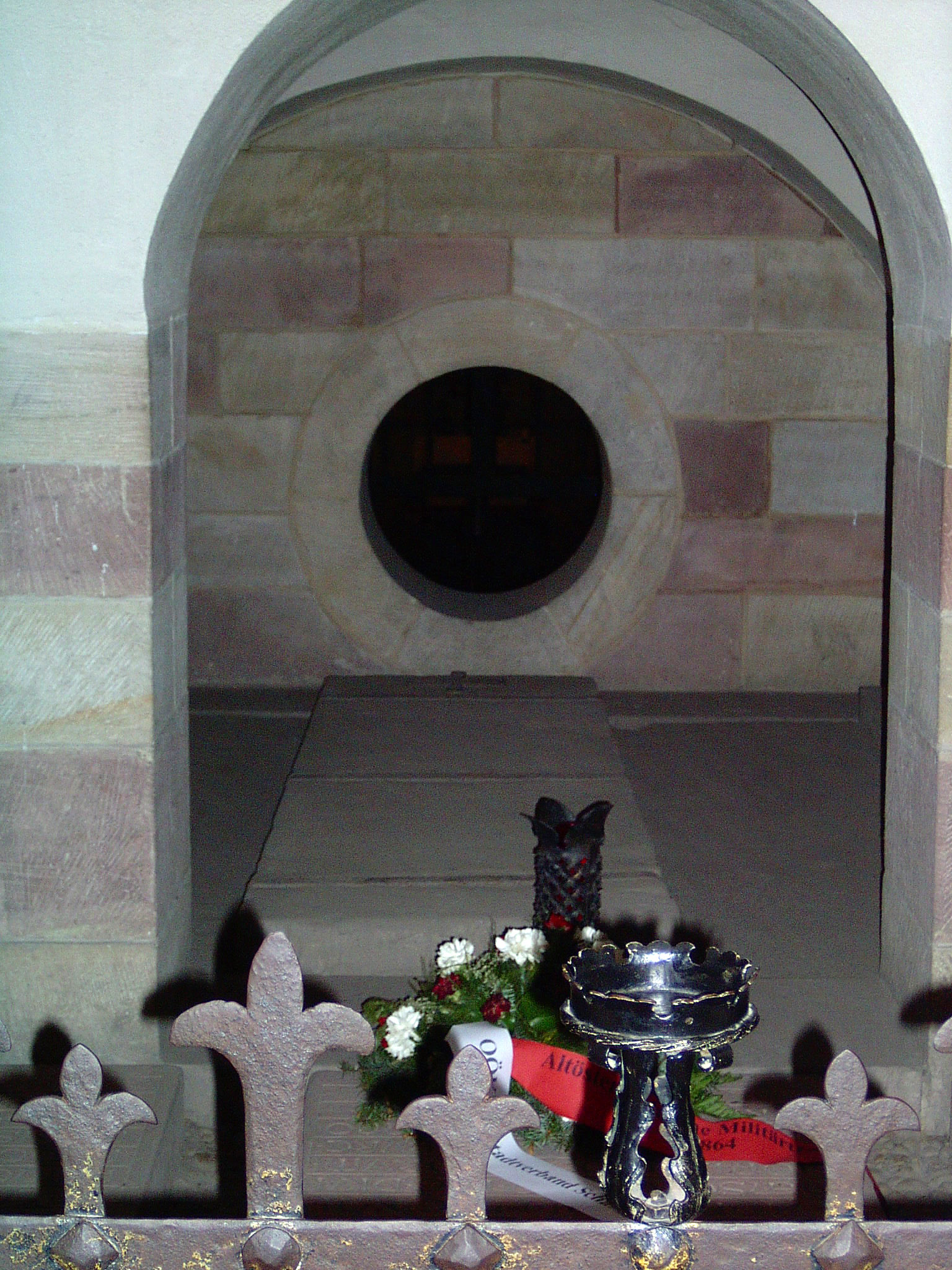
Гробница Конрада II

См. также: Похороненные в Шпайерском соборе
В склепе под алтарём находятся захоронения нескольких германских кайзеров и королей, среди которых:
- Император Священной Римской империи Конрад II († 1039) и его супруга Гизела († 1043)
- Император Священной Римской империи Генрих III († 1056), сын Конрада II
- Император Священной Римской империи Генрих IV († 1106), сын Генриха III и его супруга Берта († 1087)
- Император Священной Римской империи Генрих V († 1125), сын Генриха IV
- Беатрикс († 1184), вторая жена Фридриха I Барбароссы и её дочь Агнес
- Король Германии Филипп Швабский († 1208), сын Фридриха I Барбароссы
- Король Германии Рудольф I Габсбург († 1291)
- Король Германии Адольф († 1298)
- Король Германии Альбрехт I Габсбург († 1308), сын Рудольфа I